# Nåsstejávre
Nåsstejávre är en rad sjöar i Skellefteälvens avrinningsområde på sydvästsidan, nedanför fjället Nåsste i Arjeplogs kommun:
- Nåstejaureh (Arjeplogs socken, Lappland), sjö i Arjeplogs kommun, 66°47′02″N 16°33′48″Ö / 66.7838°N 16.5634°Ö (26,2 ha)
- Nåstejaureh, Lappland, sjö i Arjeplogs kommun, 66°46′25″N 16°34′40″Ö / 66.7736°N 16.5778°Ö (11,1 ha)